# Джессор
Джессоре, или Джессу́р (бенг. যশোর) — город в Бангладеш, административный центр одноимённого округа.

## Географическое положение
Высота центра города составляет 16 метров над уровнем моря. В Джессоре есть аэропорт.

## Демография
Население города по годам:
| 1991    | 2001    | 2010    |
| ------- | ------- | ------- |
| 169 349 | 214 846 | 260 843 |